# 1-й Синєгорський козачий Атаманський полк
1-й Синєгорський козачий Атаманський полк (рос. 1-й Синегорский казачий Атаманский полк) — військовий підрозділ донських козаків у війську Третього Рейху періоду Другої світової війни.

## Історія
У серпні 1942 полк сформували у станиці Синєгорська з близько 1,2 тис. козаків під командування військового старшини Журавльова. Брав участь у Сталінградській битві і на початку 1943 йому вдалось вийти з оточення разом з декількома підрозділами Вермахту. У січні 1943 зайняв оборону біля станиці Єкатериненської на ріці Бистра, з лютого бився під Новочеркаськом, Ростовом-на-Дону, ріці Міус біля Таганрогу. Командування полком перейшло до військового старшини Риковського. Весною 1943 полк перевели до Млави, де розформували. Бійців включили до донських полків 1-ї козачої дивізії.